# Ropsten (metrostation)
Ropsten is een station van de Stockholmse metro, gelegen in de wijk Östermalm. Het station ligt aan de rode lijn en is geopend op 2 september 1967, de dag dat het wegverkeer in Zweden van links naar rechts rijden overschakelde. De metro verving de linksrijdende tram die zodoende niet hoefde worden omgebouwd. Het plan om de Lidingöbanan om te bouwen tot metro is niet uitgevoerd en zodoende is Ropsten nog steeds het noordelijke eindpunt van lijn T13. Het station ligt overwegend op een viaduct, alleen de westzijde van de perrons ligt in een tunnel en biedt de reizigers toegang tot de westelijke stationsingang hoog boven het station, het volgende station is Gärdet. Reizigers voor Lidingö moeten hier overstappen op de Lidingöbanan die over de oude Lidingöerbrug het eiland bereikt. Voor de bouw van de brug was er een veerverbinding met Lidingö die hier kon worden opgeroepen. De reizigers moesten hiervoor op de Roepsteen, waar het station zijn naam aan dankt, gaan staan en letterlijk de boot roepen. Na de oproep vertrok de roeiboot vanaf Lidingö om de reizigers van het vasteland op te halen. 

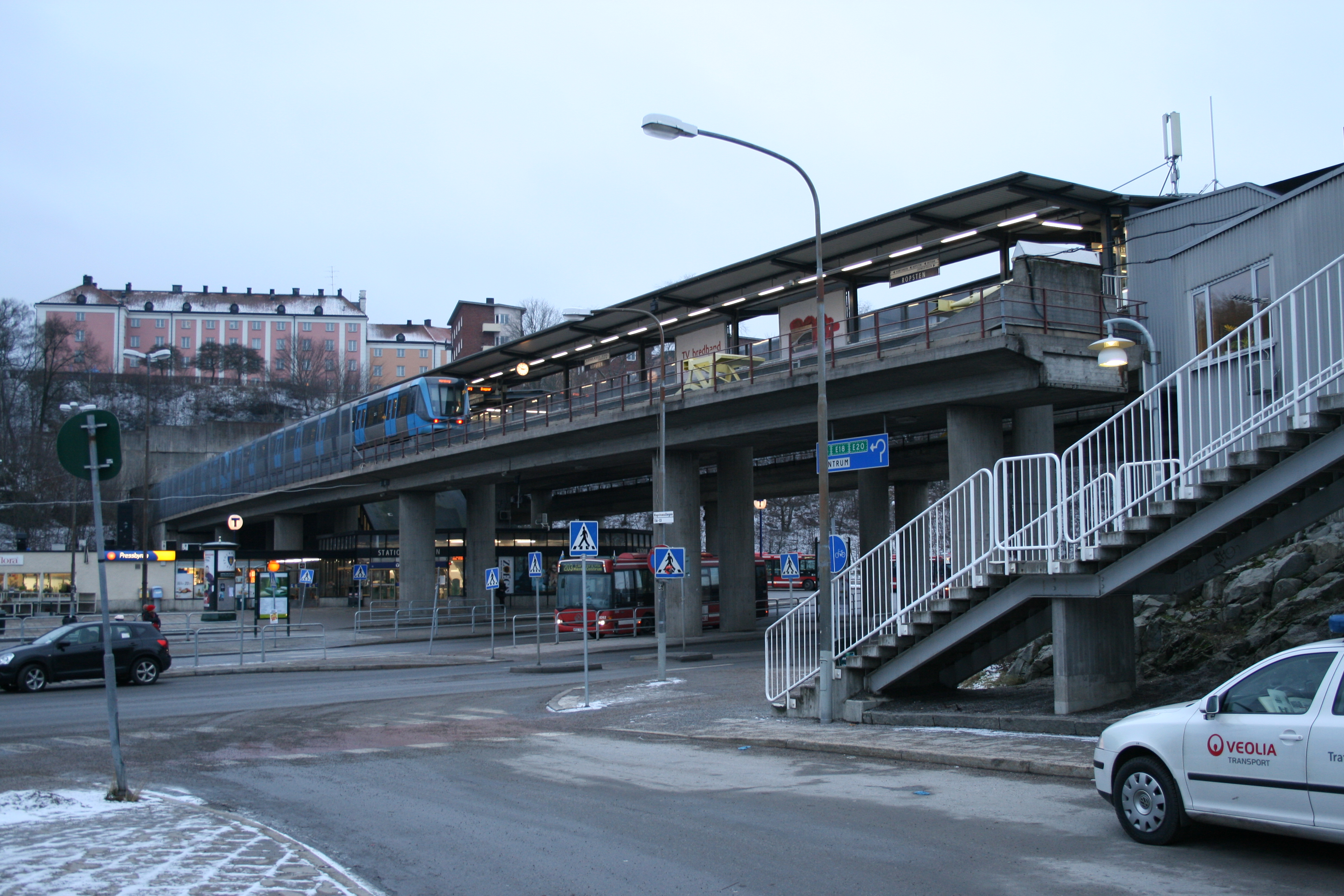
Entree van het metrostation aan de oostkant
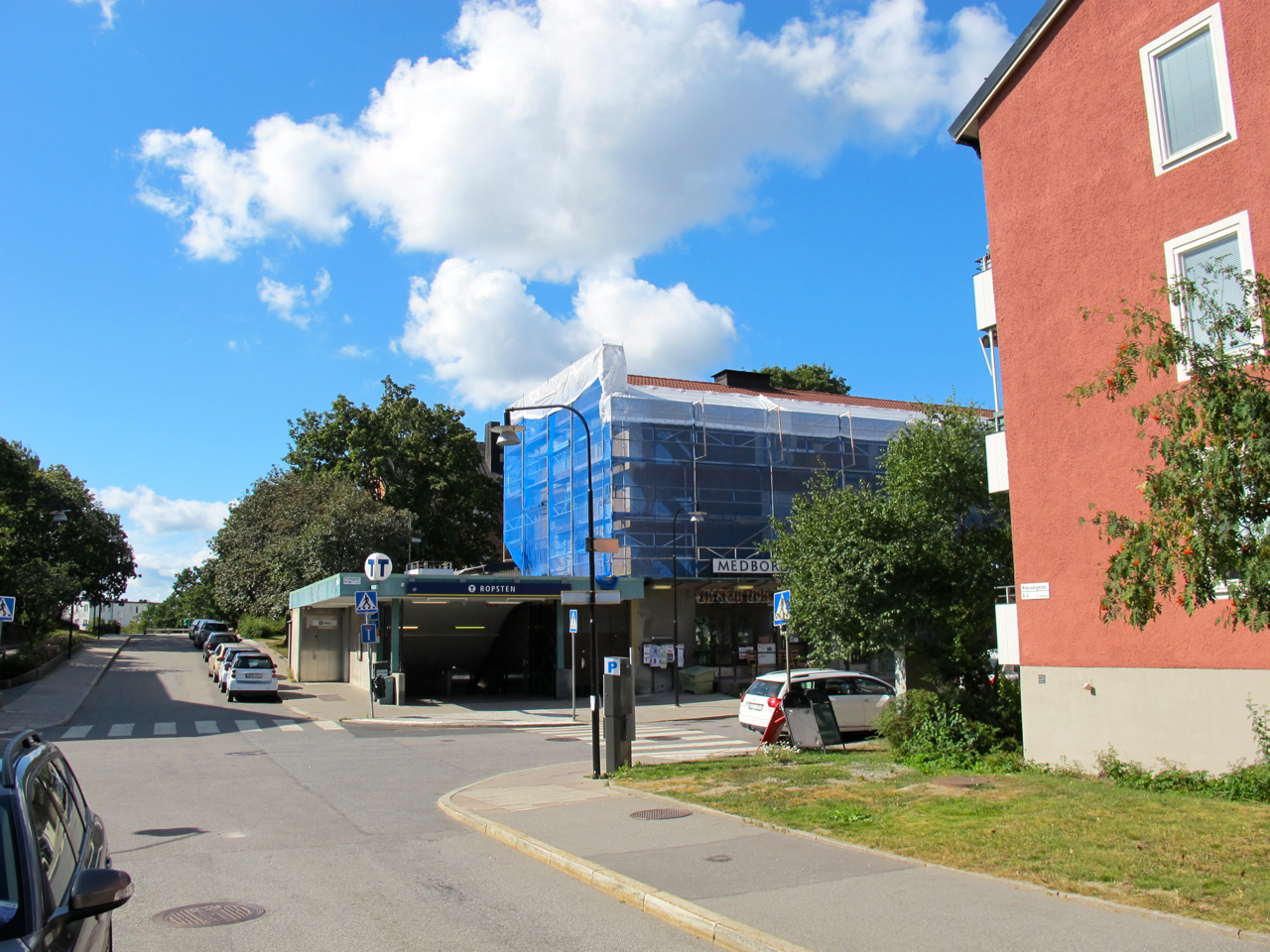
De westelijke ingang van het station
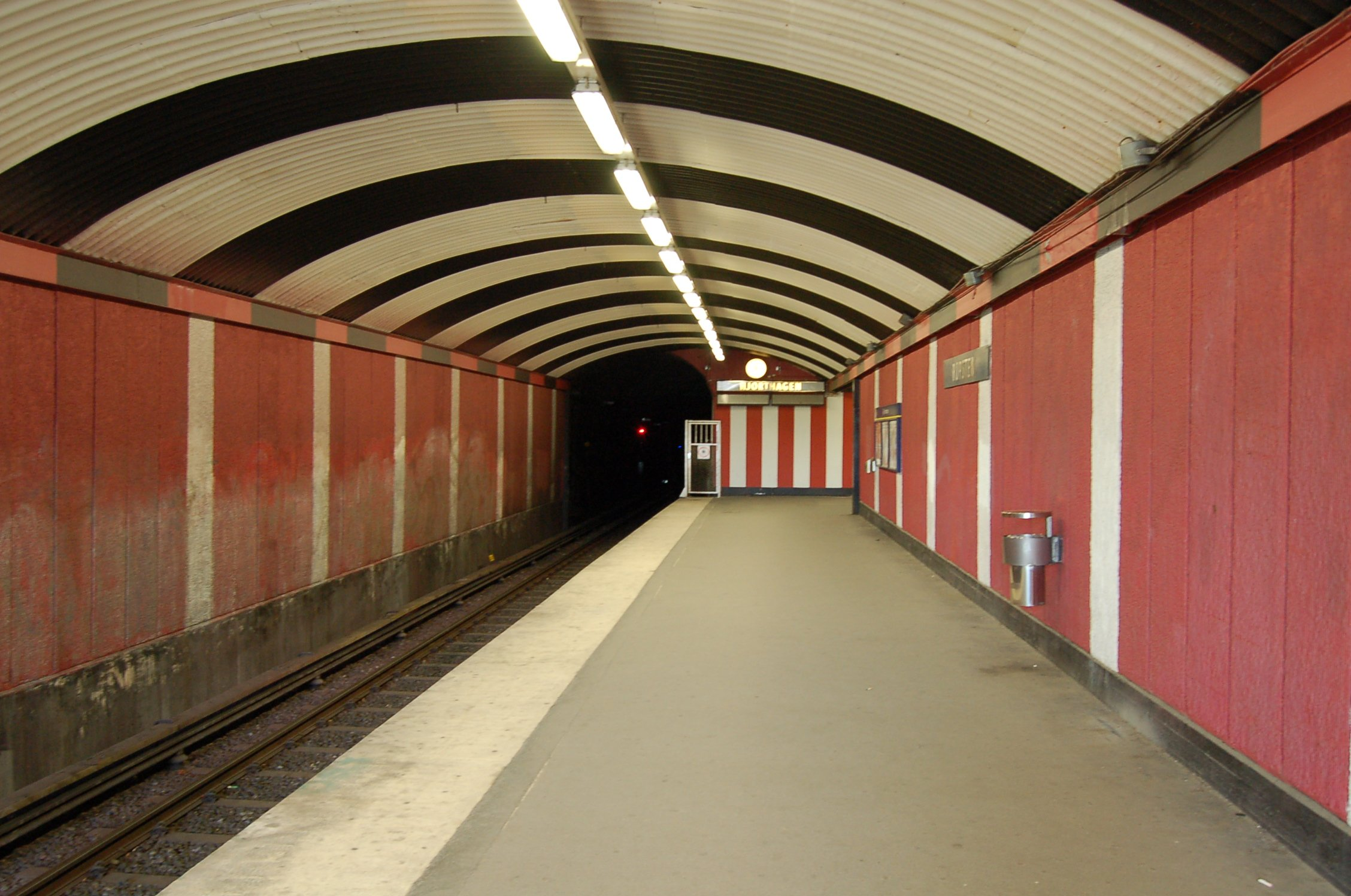
Het zuidelijke perron bij de westelijke toegang
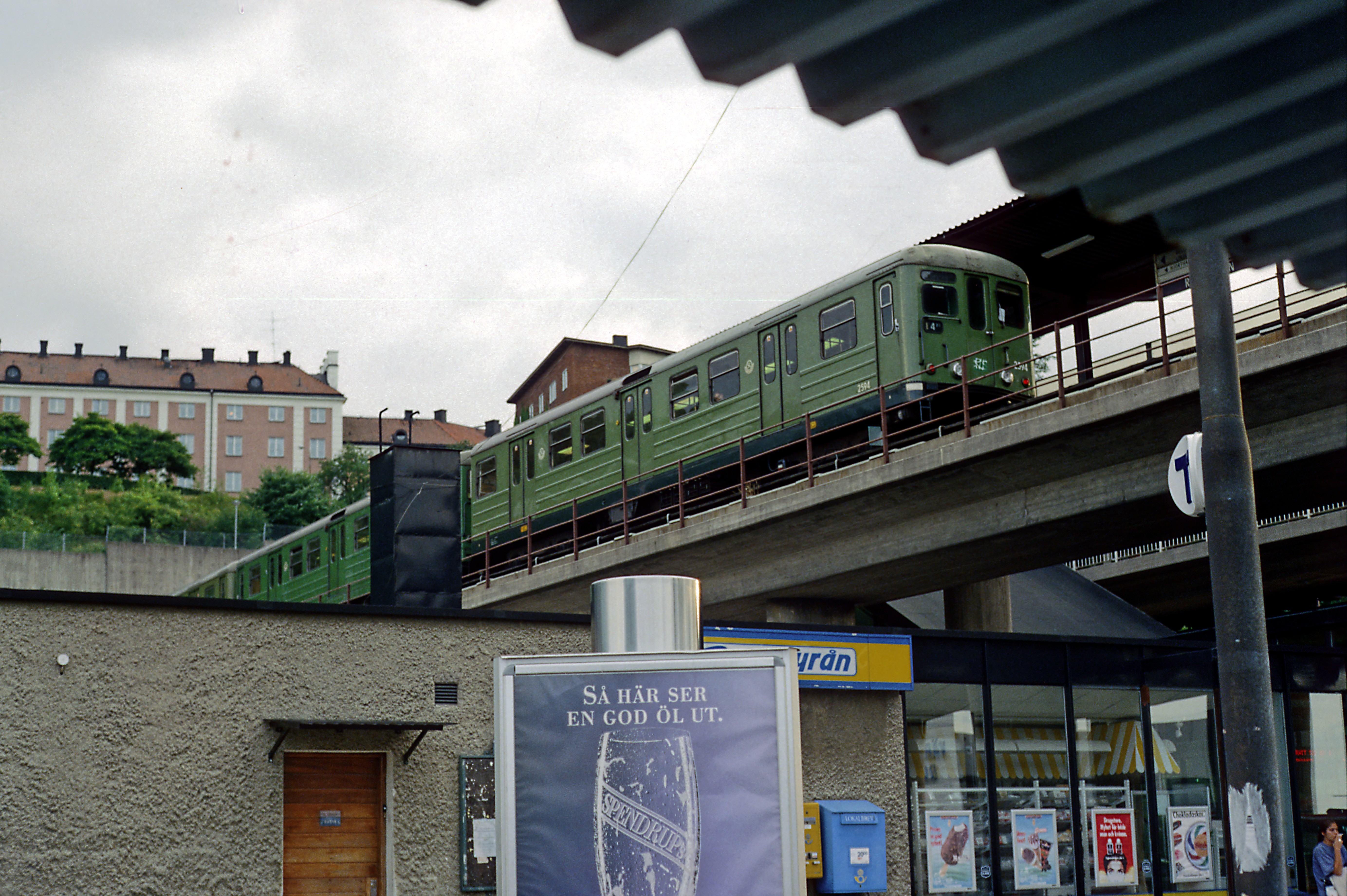
Metrostel ET2594 aan het zuidelijke perron
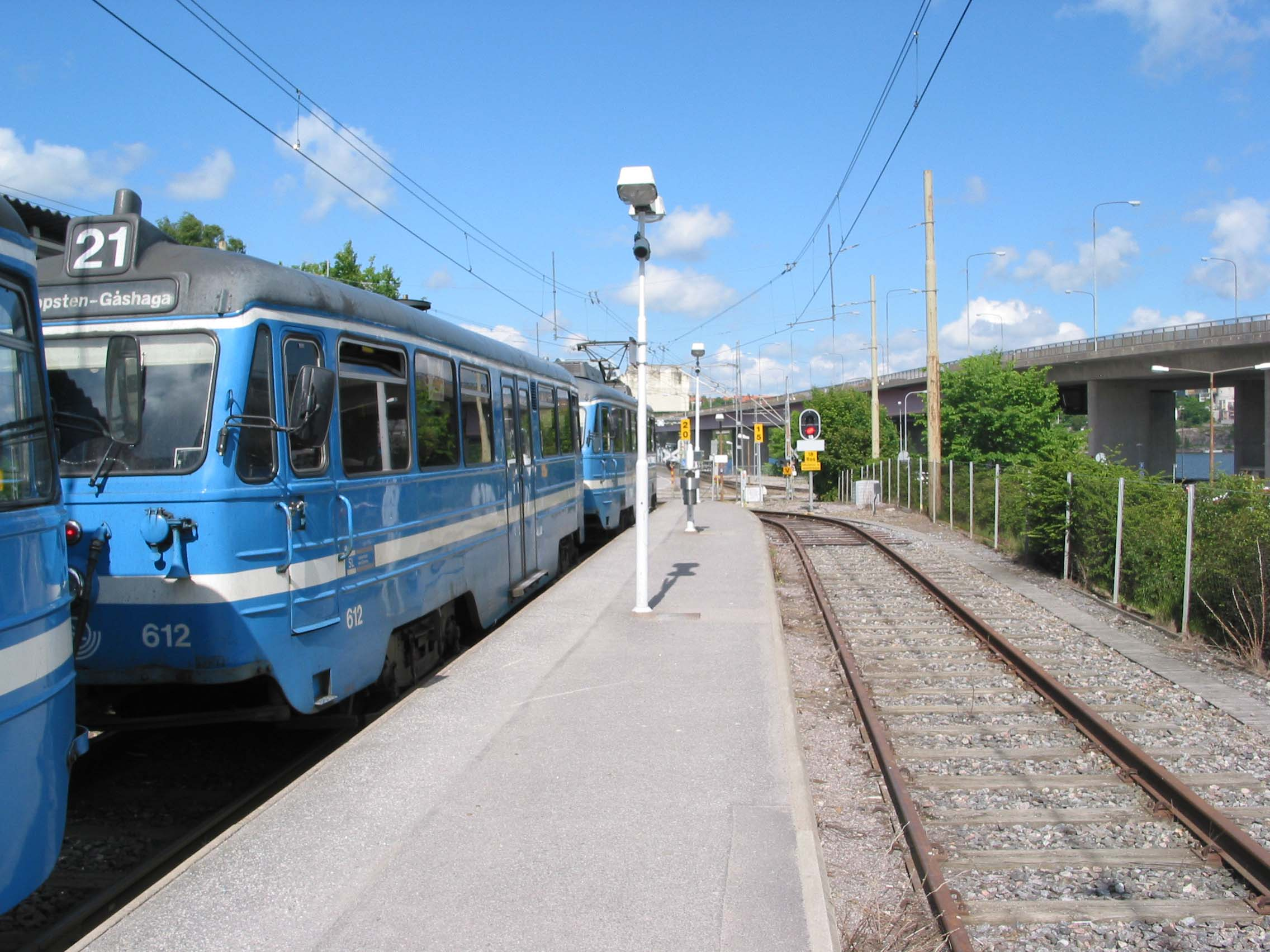
De perrons van de Lidingöbanan op maaiveld aan de oostkant

Norsborg ·
Hallunda ·
Alby ·
Fittja ·
Masmo ·
Vårby gård ·
Vårberg ·
Skärholmen ·
Sätra ·
Bredäng ·
Mälarhöjden ·
Axelsberg ·
Örnsberg ·
Aspudden ·
Liljeholmen ·
Hornstull ·
Zinkensdamm ·
Mariatorget ·
Slussen ·
Gamla Stan ·
T-Centralen ·
Östermalmstorg ·
Karlaplan ·
Gärdet ·
Ropsten